# Paul Boeswillwald
Pour les articles homonymes, voir Boeswillwald.
Paul Louis Boeswillwald, né à Paris le 22 octobre 1844 et mort à Nogent-sur-Seine le 17 juillet 1931, est un architecte français, inspecteur général des monuments historiques.
Élève d'Eugène Viollet-le-Duc, il travaille avec lui à la restauration des remparts de Carcassonne. Il a eu comme élèves Max Sainsaulieu, Paul Vorin et Émile Maigrot.

## Biographie

### Famille et formation
Paul Louis Boeswillwald naît à Paris le 22 octobre 1844,. Il est le fils aîné de l'architecte Émile Boeswillwald, et de son épouse Philippine Spitz (1817-1905).
Il est d'abord élève de son père avant d'entrer à l'école des Beaux-Arts en 1863. Il y est élève d'Eugène Viollet-le-Duc et de Charles Laisné.

### Carrière
Le site de l'École des Chartes indique qu'à un moment de sa vie active il est professeur à l'école des Beaux-Arts, mais sans citer de date ; Max Sainsaulieu et Paul Vorin sont de ses élèves.
En 1872, il est nommé rapporteur au Comité. Suivent des nominations au poste d'architecte diocésain pour plusieurs diocèses : Le Mans (le 9 mars 1876), Tours (le 11 mars 1880) et Bourges (le 14 janvier 1883).
Il collabore avec Viollet-le-Duc à la restauration des remparts de Carcassonne à partir de 1879,,. En 1881, Anatole de Baudot écrit à son sujet : « Rapporteur expérimenté et travailleur ; ses exposés sont faits avec netteté et ses conclusions sont motivées ; rend des services très réels au Comité ». Émile Vaudremer note de son côté : « Architecte expérimenté, présente les affaires qu'il est appelé à traiter avec méthode et clarté ».
Le 26 mars 1885, il est attaché à la Commission des Monuments historiques.
En 1888, il est désigné inspecteur général-adjoint des monuments historiques. Il est nommé inspecteur général en remplacement de son père le 21 décembre 1895, lors de la restauration de la cathédrale Saint-Étienne de Toul.

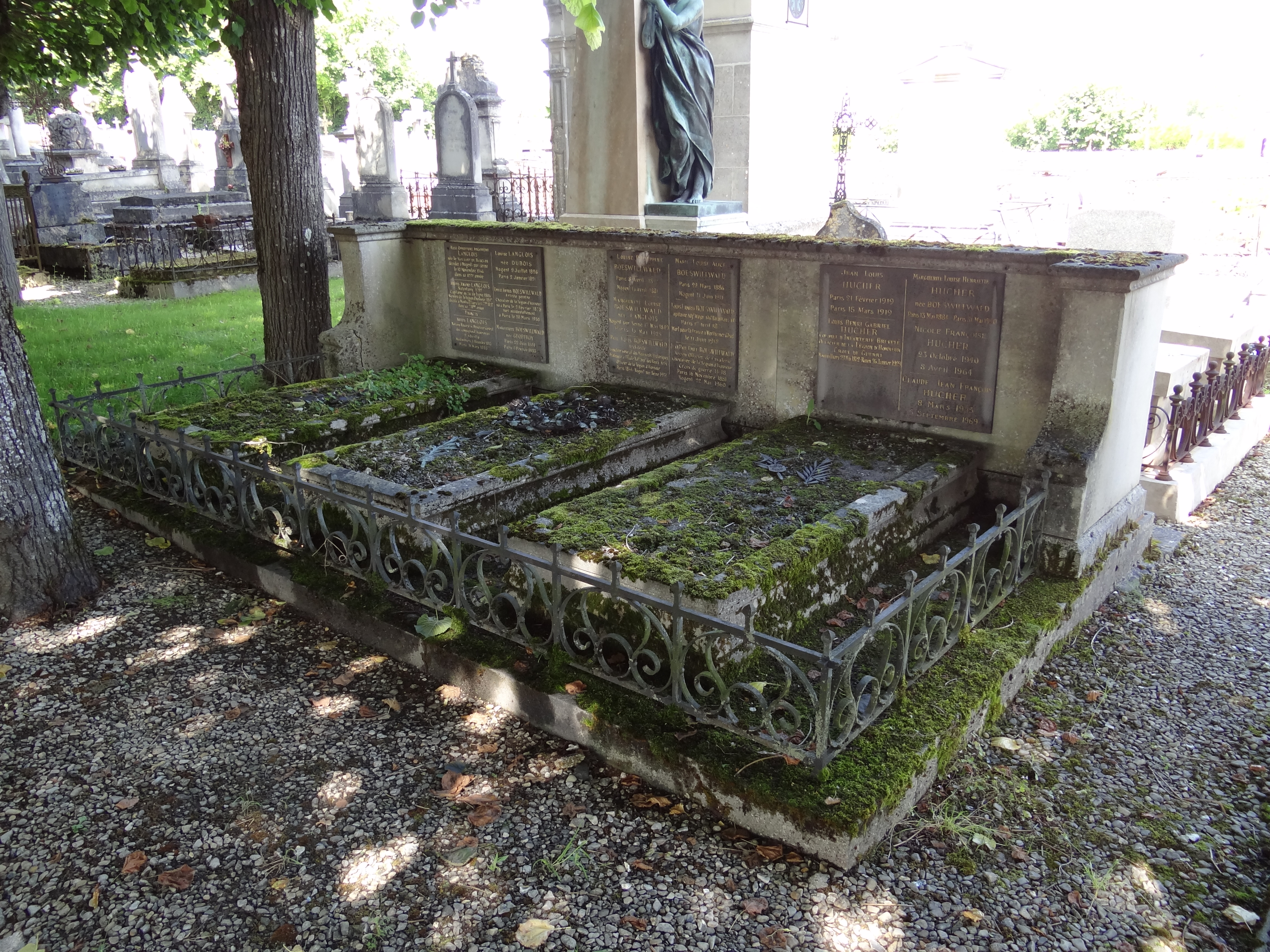
La tombe de Paul Boeswillwald au cimetière de Nogent-sur-Seine (Aube).

Il prend sa retraite le 1er février 1929[réf. nécessaire] et meurt à Nogent-sur-Seine le 17 juillet 1931.

### Vie privée
Paul Boeswillwald épouse Marguerite Louise Langlois (1849-1925) avec laquelle il a six enfants :
- le peintre Émile Artus Boeswillwald[4], (1873-1935), Louise Philippine (1875-1881), Louis Ernest (1877-1918), Jean-Paul (1881-1960), Marguerite (1884-1920) et Marie Louis Alice (1886-1911)

## Restaurations
- remparts de Carcassonne, en collaboration avec Eugène Viollet-le-Duc ;
- cathédrale Saint-Étienne de Toul (1895-1929), à la suite de son père Émile Boeswillwald[8];
- collégiale Saint-Gengoult de Toul et son cloître[8] ;
- cathédrale Notre-Dame de l'Annonciation de Nancy[8] ;

- tour et pont d'Orthez ;
- remparts de Guérande ;
- Saint-Père-sous-Vézelay ;
- tour de l'Horloge[Laquelle ?] ;
- château de Foix ;

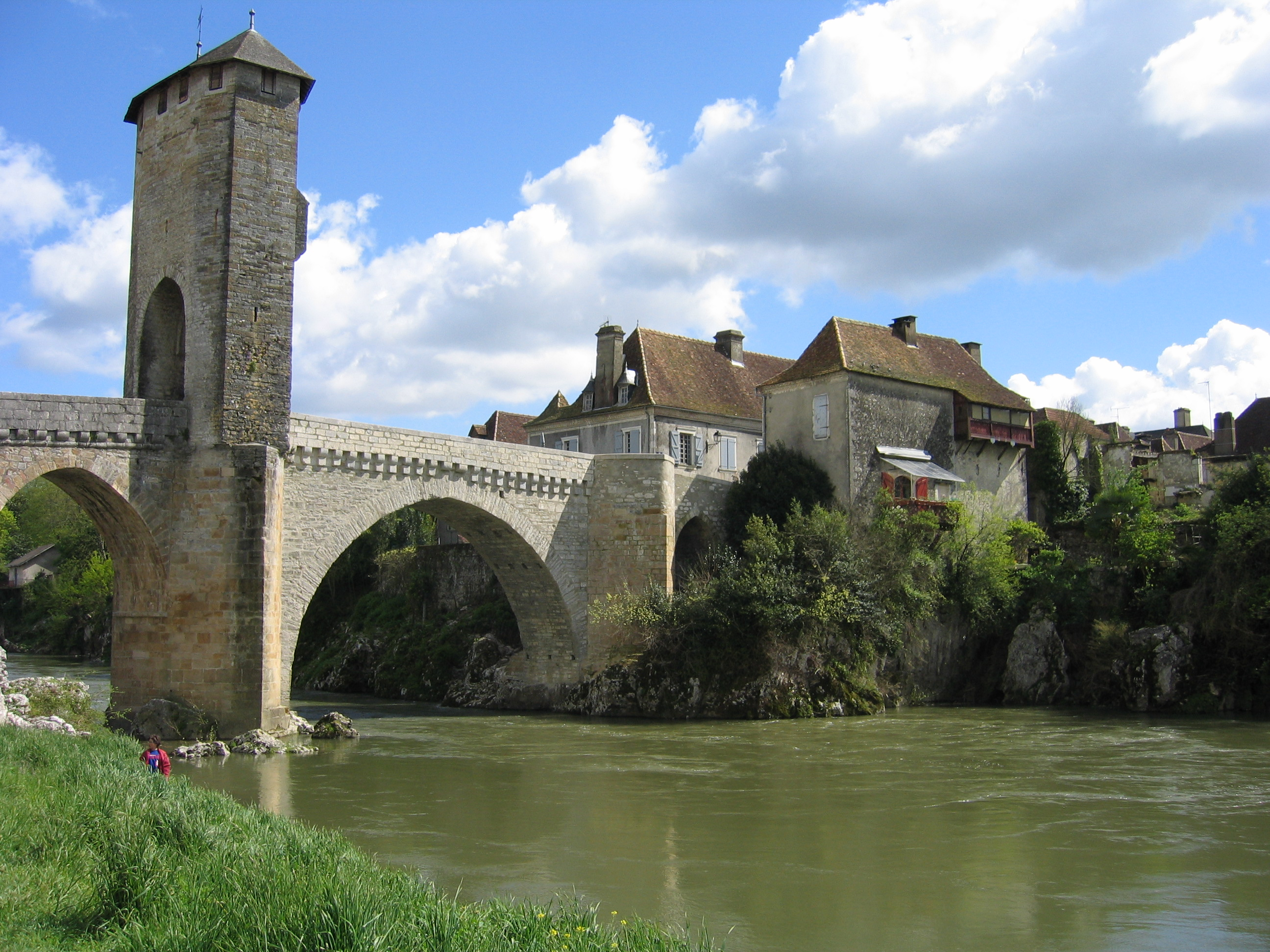
Le pont fortifié d'Orthez.

- église Saint-Éliphe de Rampillon ;
- église Saint-Pierre-et-Saint-Paul d'Appoigny ;
- abbaye de la Trinité de Vendôme ;
- des monuments à Bourges, dont la Cathédrale Saint-Étienne
- l'ancienne cathédrale Notre-Dame de Laon après la mort de Louis Sauvageot en 1907 ;

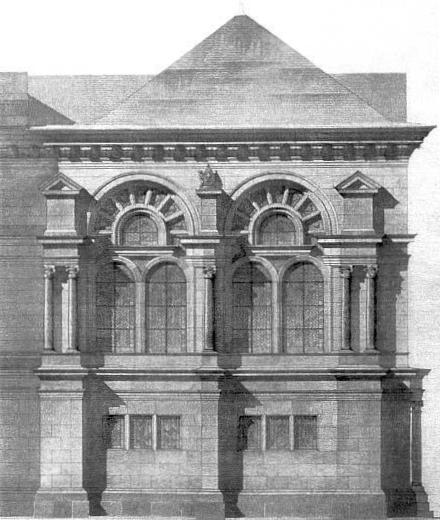
Chapelle des évêques de Toul par Paul Boeswillwald (1877).

- hôtel de Cluny (Paris) ;
- Sainte-Chapelle (Paris).

## Iconographie
- Son fils l'a représenté en 1895. Cette œuvre, exposée au salon des artistes français de 1895, a été offerte en 1982 au musée de Nogent-sur-Seine[n 1].